# Оренвиль
Оренви́ль (фр. Orainville) — коммуна во Франции, находится в регионе Пикардия. Департамент коммуны — Эна. Входит в состав кантона Гиньикур. Округ коммуны — Лан. Стоит на реке Сюип.
Код INSEE коммуны — 02572.

## Население
Население коммуны на 2010 год составляло 492 человека.
| 1962 | 1968 | 1975 | 1982 | 1990 | 1999 | 2010 |
| ---- | ---- | ---- | ---- | ---- | ---- | ---- |
| 208  | 220  | 209  | 271  | 277  | 339  | 492  |

## Экономика
В 2010 году среди 326 человек трудоспособного возраста (15—64 лет) 243 были экономически активными, 83 — неактивными (показатель активности — 74,5 %, в 1999 году было 69,8 %). Из 243 активных жителей работали 232 человека (125 мужчин и 107 женщин), безработных было 11 (2 мужчин и 9 женщин). Среди 83 неактивных 31 человек были учениками или студентами, 35 — пенсионерами, 17 были неактивными по другим причинам.